# Deferiprone
Il deferiprone è un principio attivo che agisce come ferrochelante; esso è indicato secondo l'RCP nel trattamento dell'accumulo di ferro (emosiderosi) nei pazienti affetti da talassemia maggiore, quando la terapia con deferoxamina è controindicata o non adeguata.
Il farmaco è stato studiato dalla ApoPharma. In Italia è commercializzato dalla Chiesi Farmaceutici dal 1999, con il nome: Ferriprox.

## Meccanismo d'azione
Il principio attivo il deferiprone(3.idrossi-1,2.dimetilpiridina-4.one) che si comporta chimicamente come un antiossidante, è una molecola capace di legare il ferro in una proporzione molare di 3: 1.
Monitorando la ferritina serica il deferiprone è capace di ridurre, prevenendolo, l'accumulo di ferro nei soggetti talassemici sottoposti a trasfusioni continue; pur non riducendo le lesioni agli organi interni.
Nei pochi studi effettuati il deferiprone si mostra meno efficace della deferossamina, per questo motivo è, rispetto a questa, una seconda scelta.
Sono stati pubblicati a tutto giugno 2010 più di 650 lavori che parlano di deferiprone; tra essi vi sono 4 metanalisi rilevanti:
- Deferasirox for the treatment of iron overload associated with regular blood transfusions (transfusional haemosiderosis) in patients suffering with chronic anaemia: a systematic review and economic evaluation[7]
- Oral deferiprone for iron chelation in people with thalassaemia[8]
- Desferrioxamine mesylate for managing transfusional iron overload in people with transfusion-dependent thalassaemia[9]
- Meta-analytic review of the clinical effectiveness of oral deferiprone (L1)[10]

## Controindicazioni
Non utilizzare in caso di gravidanza e allattamento, ipersensibilità al principio attivo o ad uno qualsiasi degli eccipienti; in caso di storia di neutropenia e/o precedenti di agranulocitosi, i pazienti non devono assumere medicinali noti come causa di neutropenia o potenzialmente in grado di causare l'agranulocitosi.

## Effetti indesiderati
Si possono manifestare artropatie, neutropenia, inoltre è notevole la diminuzione dello zinco nel corpo. Gli effetti collaterali più frequenti (con frequenza di 1/10) sono: nausea, dolore addominale, vomito e cromaturia (urine colorate). Con minore frequenza provoca: aumento degli enzimi epatici, neutropenia, agranulocitosi, emicrania, diarrea, artralgie, aumento dell'appetito, affaticamento.